# Gerrit van As
Gerrit van As (Rotterdam, 4 oktober 1902 - Amersfoort, 29 december 1942) was een Nederlandse verzetsstrijder tijdens de Tweede Wereldoorlog.
Van As, medewerker van een rederij, was sinds het begin van de oorlog samen met zijn broer Pieter van As betrokken bij verzetsactiviteiten in de verzetsgroep "Leeuwengarde". De groep werd waarschijnlijk verraden door een infiltrant. De eerste arrestaties vinden plaats op 21 augustus 1941. Op 31 maart 1942 wordt hij gearresteerd en van 16 november tot 27 november 1942 vindt zijn proces plaats in het Huis van Bewaring in de Gansstraat te Utrecht. Pieter van As wordt even later ook opgepakt. Van de in totaal 80 arrestanten worden er op 29 december 1942 dertien gefusilleerd op de Leusderheide te Amersfoort waaronder de gebroeders Van As. Aan Pieter is in 1946 postuum het Verzetskruis toegekend. Het lichaam van Gerrit is herbegraven op 1 december 1945 op de Algemene Begraafplaats Crooswijk, vak CC nummer 3536.